# Ла-Пьяр
Ла-Пьяр (фр. La Piarre, окс. La Piara) — коммуна во Франции, находится в регионе Прованс — Альпы — Лазурный Берег. Департамент коммуны — Верхние Альпы. Входит в состав кантона Сер. Округ коммуны — Гап.
Код INSEE коммуны — 05102.

## Население
Население коммуны на 2008 год составляло 96 человек.
| 1962 | 1968 | 1975 | 1982 | 1990 | 1999 | 2008 |
| ---- | ---- | ---- | ---- | ---- | ---- | ---- |
| 60   | 77   | 62   | 61   | 57   | 63   | 96   |

## Экономика
В 2007 году среди 56 человек в трудоспособном возрасте (15—64 лет) 42 были экономически активными, 14 — неактивными (показатель активности — 75,0 %, в 1999 году было 56,4 %). Из 42 активных работали 37 человек (19 мужчин и 18 женщин), безработных было 5 (1 мужчина и 4 женщины). Среди 14 неактивных 5 человек были учениками или студентами, 5 — пенсионерами, 4 были неактивными по другим причинам.